# Biro Fellner & Helmer
Biro Fellner & Helmer iz Beča bio je zajednički projektni atelje koji su od 1873. do 1919. vodili arhitekti Ferdinand Fellner (1847. – 1916.) i Hermann Helmer (1849. – 1919.).
Ovaj projektni biro specijalizirao se za projektiranje i gradnju kazališnih zgrada,  izgradili su četrdeset i osam kazališta po Austro-Ugarskoj i drugim državama Europe. Biro Fellner i Helmer, postao je mjesto visoke kvalitete usluge, uz relativno nisku cijenu i brzu uslugu, tako da su postali monopolisti za takav tip građevina u Austro-Ugarskoj. Jedini sličan takav arhitektonski biro bio je onaj britanskog arhitekta Franka Matchama.
Njihovo graditeljsko umijeće bilo je načelno historicističko, no oni su ipak dali i neke novine, napravili su odmak talijanske renesanse, ponovno su pobudili interes za barok, a u posljednjim radovima koristili iskustva secesije. Tako su projektirali kazališta, ali i reprezentativne palače, banke i hotele.
Unatoč brojnim ratovima i razaranjima skoro sve kazališne zgrade su u uporabi i danas i puno znače za kulturni život svojih sredina. Ono što treba istaći je činjenica da i danas, ove zgrade bez velikih preinaka služe istoj svrsi, što govori o velikom umijeću Fellnera i Helmera.

## Kazališta i koncertne dvorane
- Augsburg: Stadttheater (1877., danas su jedino vanjski zidovi isti )
- Baden pokraj Beča: Stadttheater (podignut kao "Jubiläums-Stadttheater, 1909.)
- Berlin: Komische Oper (podignut kao "Theater Unter den Linden", kasnije "Metropol-Theater", 1892. preuređen, za drugog svjetskog rata srušen)
- Berndorf (Donja Austrija): Stadttheater (podignut kao "Kaiser-Franz-Josef-Theater", 1898.)
- Bielsko-Biała: Teatr Polski (podignut kao "Stadttheater", građen 1904. – 1905.)
- Bratislava: Slovenské národné divadlo (podignut kao "Königliches Freistädtisches Theater", 1886.)
- Brno: Interimstheater (1871. – 1882.)
- Brno: Mahenovo divadlo (podignuto kao "Deutsches Stadttheater", 1882)
- Budimpešta: Népszínház (Volkstheater, 1875, srušen 1965.)
- Budimpešta: Vígszínház (Kazalište Komedija, 1896.)
- Budimpešta: Fövárosi Operett Szinház (podignut kao "Somossy-Orfeum", 1894.)
- Černovic (Ukrajina): Teatr im. Olgi Kobiljanskoj (podignut kao "Stadttheater", 1905.)
- Cieszyn(Poljska): Teatr im. Adama Mickiewicza (podignut kao "Deutsches Theater", 1910.)
- Cluj-Napoca: Teatrul National (podignut kao "Nemzeti Színház", 1906.)
- Darmstadt: Hoftheater (1904. za drugog svjetskog rata srušen)
- Fürth: Stadttheater (1902.)
- Gießen: Stadttheater (1907.)
- Graz: Opernhaus (podignuta kao "Stadttheater", 1899.)
- Hamburg: Deutsches Schauspielhaus (1900.)
- Iaşi (Rumunjska): Teatrul National "Vasile Alecsandri" (1896)
- Jablonec nad Nisou: Mestské divadlo (podignuto kao "Stadttheater", 1907.)
- Karlovy Vary: Divadlo V. Nezvala (podignuto kao "Stadttheater", 1886.)
- Kecskemét: Katona József Színház (1896.)
- Klagenfurt: Stadttheater (podignut kao "Kaiser-Franz-Josef I.-Jubiläumstheater", 1910.)
- Liberec: Divadlo F. X. Saldy (podignuto kao "Stadttheater", 1883.)
- Mladá Boleslav: Mestské divadlo (podignuto kao "Mestské divadlo/Stadttheater", 1909.)
- Odesa: Teatr operi ta baletu (1887.)
- Oradea (Rumunjska): Teatrul de Stat (podignut kao "Szigligeti Színhzáz/Stadttheater", 1900.)
- Ottensheim pokraj Linza: Schlosstheater (1902. zatvoren 1930.-tih, danas postoje samo ostatci)
- Prag: Státní Opera (podignuta kao "Neues Deutsches Theater", 1887.)
- Ravensburg: Konzerthaus (1897.)
- Rijeka: Hrvatsko Narodno Kazalište "Ivan Zajc" (podignuto kao "Stadttheater", 1885.)
- Salzburg: Landestheater (podignut kao "Stadttheater", 1893.)
- Sofija: Bugarsko Narodno Kazalište „Ivan Vazov“ (1906.)
- Szeged: Nemzeti Színház (1883)
- Tata (Mađarska): Schloßtheater (1889, srušen 1913.)
- Temišvar (Rumunjska): Teatrul National (podignut kao "Ferenc József szinház/Stadttheater", 1875., kasnije znatno izmijenjen)
- Torun (Poljska): Teatr im. Wilama Horzycy (podignut kao "Stadttheater", 1904.)
- Varaždin: Hrvatsko Narodno Kazalište (podignut kao "Stadttheater und Redoute", 1871. – 1873.; kasnije preoblikovan)
- Beč: Stadttheater (1872; 1884. izgorio )
- Beč: Etablissement Ronacher (1888., Pregrađen u Stadttheater)
- Beč: Volkstheater (podignut kao "Deutsches Volkstheater", 1889.)
- Beč: Theater der Internationalen Musik und Theaterausstellung (1892.,  srušen)
- Beč: Brand-Modell-Theater (1905. podignut zbog testiranja, zatim srušen)
- Beč: Konzerthaus und Akademie (Beč) (1913.)
- Zagreb: Hrvatsko Narodno Kazalište (podignut kao "Königlich Kroatisches Landes- und Nationaltheater", 1895.)
- Zagreb: Umjetnički paviljon, (1898.)
- Wiesbaden: Hessisches Staatstheater (podignut kao "Stadt- und Königliches Hoftheater", 1894.)
- Zürich: Opera (podignuta kao "Stadttheater", 1891.)
- Zürich: Tonhalle (1895., danas dio Kongresnog centra, izvana potpuno obnovljena)

## Ostala djela
Beč:
- Sveučilišna zvjezdarnica
- Gradska palača, Prinz-Eugen-Straße 40, u njoj je od 1916. tursko veleposlanstvo
- Robna kuća Gerngroß
- Springer Schlössl
- Thonet-Haus "Eisernes Haus", Kärntner Straße 12
- Robna kuća Rothberger, Stephansplatz

Karlovy Vary (Karlsbad):
- Hotel Ambassador (također "Nacionalna kuća"; 1899.)
- Parkquellenkolonnaden (1900.)
- Grandhotel Pupp (1913.)
- Bad I - Kaiserbad (1895.)

Ostali gradovi:
- Bad Vöslau:Schlumberger-Schloss
- Graz: Robna kuća Kastner & Öhler
- Liesing (danas dio Beča, 23. Bezirk): Vijećnica
- Plzeň: Schneeberghotel
- Schneeberg (Donja Austrija): Planinarski dom Hochschneeberg
- Semmering (Donja Austrija): Hotel Panhans
- Lavov: Hotel Georg
- Rijeka: Palača Modello (danas Središnji odjel Gradske knjižnice te sjedište i kulturni klub Talijanske unije, popularni Circolo italiano di cultura, podignuto kao Riječka komunalna štedionica u Rijeci, 1885.)

## Vanjske poveznice

### Sestrinski projekti
|  | Zajednički poslužitelj ima još gradiva o temi Büro Fellner & Helmer |

### Mrežna sjedišta
- Theatergalerie von Thilo Reffert (na njemačkom)
- Lista kazališta koju su podignuli Fellner & Helmer (na engleskom)
- Grandhotel Pupp, Karlovy Vary
- Fellner i Helmer Hrvatska tehnička enciklopedija, portal hrvatske tehničke baštine. LZMK